# Avicularia alticeps
La tarántula de patas rosadas de Uruguay (Avicularia alticeps) es una especie de tarántula que pertenece a la familia Theraphosidae. Es una especie endémica de Uruguay.

## Descripción
Se trata de una especie rápida y nerviosa, que se alimenta principalmente de polillas y moscas. Cuando se siente en peligro utiliza un sistema defensivo arrojando sus excrementos contra el agresor.